# Paula Tilbrook
Paula Tilbrook, född 16 januari 1930 i Salford, Lancashire, död 1 december 2019, var en brittisk skådespelerska som var mest känd för sin roll som Betty Eagleton i TV-serien Hem till gården. 2015 meddelades det att Tilbrook skulle gå i pension och hennes sista avsnitt i serien som Betty var den 25 maj samma år. Hon hade då medverkat i serien i 21 år, från 1994, och var en av de skådespelare som hade varit med längst.
Den 1 december 2019 dog Paula Tilbrook vid en ålder av 89 år. Hennes död blev inte offentlig förrän i juli 2020.